# Polyhalit
Polyhalit ist ein eher selten vorkommendes Mineral aus der Mineralklasse der „Sulfate“ mit der chemischen Zusammensetzung K2Ca2Mg[SO4]4·2H2O und damit chemisch gesehen ein wasserhaltiges Kalium-Calcium-Magnesium-Sulfat.
Polyhalit kristallisiert im triklinen Kristallsystem und entwickelt meist nadelige, tafelige oder prismatisch-säulige Kristalle, aber auch schuppige oder faserige Mineral-Aggregate mit einem glas- bis fettähnlichen Glanz auf den Oberflächen. Durch Zwillingsbildung täuscht Polyhalit oft eine orthorhombische Symmetrie vor.
In reiner Form ist Polyhalit farblos und durchsichtig. Durch vielfache Lichtbrechung aufgrund von Gitterfehlern oder polykristalliner Ausbildung kann er aber auch durchscheinend weiß sein und durch Fremdbeimengungen eine graue, braune und rotbraune bis rosarote Farbe annehmen.

## Etymologie und Geschichte
Auch wenn der Name eine Ähnlichkeit vermuten lässt, hat der sulfatische Polyhalit nichts mit dem chloridischen Mineral Halit zu tun. Die altgriechischen Worte πολύς (polýs) für „viel“ und ἅλς (hals) für „Salz“ sind eine Anspielung auf dessen komplexe Zusammensetzung mit mehreren salzbildenden Metallen.
Erstmals entdeckt wurde Polyhalit im Bad Ischler Salzberg im oberösterreichischen Salzkammergut. Eine erste kurze Beschreibung und Analyse veröffentlichte Friedrich Stromeyer bereits 1817 im Journal für Chemie und Physik, nachdem er zuvor ausführlich über seine Entdeckung des Metalls Cadmium berichtete. Strohmeyers Ausführungen zufolge war das neu entdeckte Mineral, dass er als Polyhalit bezeichnete, zuvor von anderen Mineralogen irrtümlich für Muriscit beziehungsweise eine faserige Ausbildung desselben gehalten worden.
Ein Aufbewahrungsort für das Typmaterial des Minerals ist nicht dokumentiert.
Da der Polyhalit bereits lange vor der Gründung der International Mineralogical Association (IMA) bekannt und als eigenständige Mineralart anerkannt war, wurde dies von ihrer Commission on New Minerals, Nomenclature and Classification (CNMNC) übernommen und bezeichnet den Polyhalit als sogenanntes „grandfathered“ (G) Mineral. Die ebenfalls von der IMA/CNMNC anerkannte Kurzbezeichnung (auch Mineral-Symbol) von Polyhalit lautet „Plhl“.

## Klassifikation
In der veralteten 8. Auflage der Mineralsystematik nach Strunz gehörte der Polyhalit zur Mineralklasse der „Sulfate, Chromate, Molybdate und Wolframate“ und dort zur Abteilung „Wasserhaltige Sulfate ohne fremde Anionen“, wo er zusammen mit Leightonit und im Anhang mit Görgeyit die „Polyhalit-Reihe“ mit der Systemnummer VI/C.14 bildet.
Im zuletzt 2018 überarbeiteten „Lapis-Mineralienverzeichnis“, das sich im Aufbau noch nach der alten Form der Systematik von Karl Hugo Strunz richtet, erhielt das Mineral die System- und Mineralnummer VI/C.20-010. In der „Lapis-Systematik“ entspricht dies ebenfalls der Abteilung „Wasserhaltige Sulfate, ohne fremde Anionen“, wo Polyhalit zusammen mit Campostriniit, Görgeyit und Leightonit eine unbenannte Gruppe mit der Systemnummer VI/C.20 bildet.
Auch die von der International Mineralogical Association (IMA) zuletzt 2009 aktualisierte 9. Auflage der Strunz’schen Mineralsystematik ordnet den Polyhalit in die Abteilung „Sulfate (Selenate usw.) ohne zusätzliche Anionen, mit H2O“ ein. Diese ist allerdings weiter unterteilt nach der relativen Größe der beteiligten Kationen, so dass das Mineral entsprechend seiner Zusammensetzung in der Unterabteilung „Mit mittelgroßen und großen Kationen“ zu finden, wo es als einziges Mitglied eine unbenannte Gruppe mit der Systemnummer 7.CC.65 bildet.
In der vorwiegend im englischen Sprachraum gebräuchlichen Systematik der Minerale nach Dana hat Polyhalit die System- und Mineralnummer 29.04.05.01. Dies entspricht der Klasse der „Sulfate, Chromate und Molybdate“ und dort der Abteilung „Wasserhaltige Säuren und Sulfate“. Hier findet er sich innerhalb der Unterabteilung „Wasserhaltige Säuren und Sulfate mit (A+)2Bn(XO4)p × x(H2O)“ in einer unbenannten Gruppe mit der Systemnummer 29.04.05, in der auch Leightonit eingeordnet ist.

## Kristallstruktur
Polyhalit kristallisiert in der triklinen Raumgruppe P1 (Raumgruppen-Nr. 2) mit den Gitterparametern a = 6,975 Å; b = 6,984 Å; c = 8,899 Å; α = 104,01°; β = 101,19° und γ = 114,10° sowie einer Formeleinheit pro Elementarzelle.

## Eigenschaften
Das Mineral wird von Wasser unter Abscheidung von Gips und möglicherweise auch Syngenit und teilweiser Auflösung langsam zersetzt. Ein Geschmack ist kaum wahrzunehmen, mitunter schwach salzig.

## Bildung und Fundorte
Polyhalit bildet sich vorwiegend durch sedimentäre Ablagerung in marinen Salz-Lagerstätten, entsteht in seltenen Fällen aber auch als Sublimat an Fumarolen.
Als seltene Mineralbildung konnte Polyhalit nur an wenigen Orten nachgewiesen werden, wobei weltweit bisher gut 110 Vorkommen dokumentiert sind (Stand 2023). Außer an seiner Typlokalität Bad Ischler Salzberg konnte Polyhalit in Österreich noch bei Hallstatt in Oberösterreich, Abtenau und Hallein in Salzburg, Altaussee in der Steiermark sowie Hall in Tirol gefunden werden.
In Deutschland trat Polyhalit bisher im bayerischen Salzbergwerk Berchtesgaden, in Neuhof (bei Fulda) und im Werratal in Hessen, bei Celle, Lüneburg und Nordhorn in Niedersachsen, Staßfurt in Sachsen-Anhalt sowie Gera und Bad Salzungen in Thüringen auf.
Weitere bisher bekannte Fundorte liegen unter anderem in Chile, China, Frankreich, Griechenland, Iran, Italien, Kasachstan, Mexiko, Niederlande, Polen, Russland, Spanien, Türkei, Ukraine, Usbekistan, Vereinigtes Königreich (Großbritannien) und den Vereinigten Staaten von Amerika.

## Verwendung
Polyhalit wird als mineralischer Dünger in der Landwirtschaft verwendet. Seit 2021 baut dafür unter anderem die von Anglo American betriebene „Woodsmith Mine“ bei Sneaton nahe Scarborough in England (Vereinigtes Königreich) eine große Polyhalit-Lagerstätte ab, deren Vorkommen noch geschätzte 100 Jahre reichen soll.